# Żmiąca

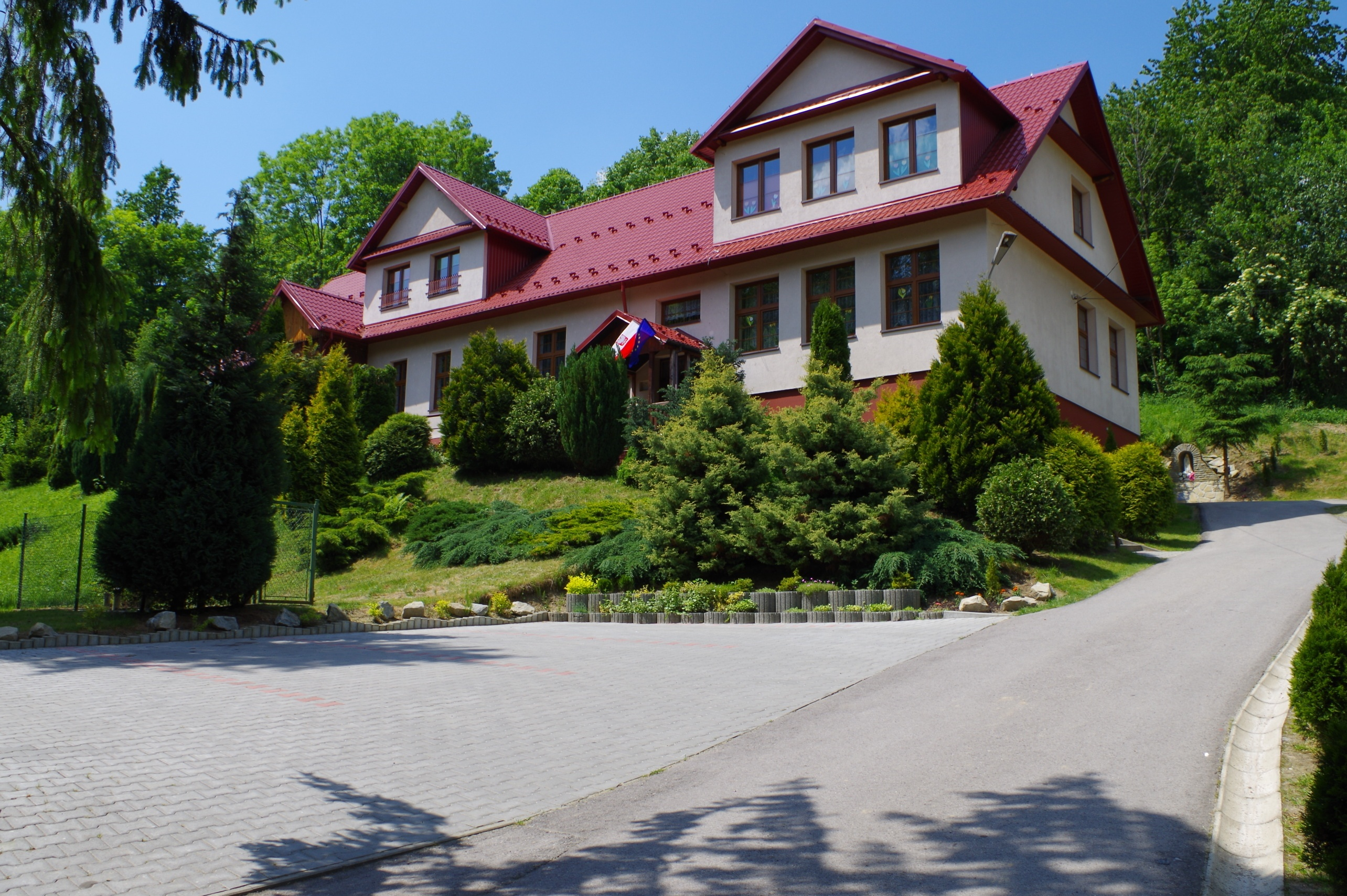
Szkoła w Żmiącej

Żmiąca – wieś w Polsce, położona w województwie małopolskim, w powiecie limanowskim, w gminie Laskowa. Wieś liczy ok. 700 mieszkańców.
Wieś duchowna, własność klasztoru klarysek w Starym Sączu, położona była w drugiej połowie XVI wieku w powiecie sądeckim województwa krakowskiego. W latach 1975–1998 miejscowość należała do byłego województwa nowosądeckiego.

## Położenie
Wieś położona jest w Beskidzie Wyspowym. Pola uprawne i zabudowania miejscowości znajdują się w dolinie potoku Żmiączka oraz na północnych stokach gór Pasma Łososińskiego: Jaworzy (912 m) oraz Sałasza Wschodniego (904 m), co powoduje, że posiada duże walory krajobrazowe. W wyższych rejonach wsi można spotkać rzadkie okazy roślin.

## Historia
Pierwsza wzmianka o istnieniu wsi Żmiąca (wówczas jeszcze pod nazwą Swnocza) pochodzi z dnia 13 stycznia 1370 roku. Tego dnia przełożona zakonu klarysek ze Starego Sącza nadała wieś celnikowi klasztornemu Klemensowi, jednocześnie dając wyraz swemu pragnieniu dotyczącemu powstania we wsi kościoła. Kolejna wzmianka pochodzi z roku 1470 – Jan Długosz w swoim dziele Liber Beneficiorum wymienia Żmiącą jako własność zakonu starosądeckiego, należącą do parafii w Ujanowicach}.
Po konfiskacie dóbr zakonnych w roku 1782, Żmiąca stała się własnością rządu austriackiego, wchodząc w skład tzw. klucza strzeszycko-żbikowskiego. Wszystkie te ziemie nabył w 1833 roku baron Maurycy Brunicki z Pisarzowej i pozostawały jego własnością aż do uwłaszczenia.
Dla rozwoju wsi duże znaczenie miały młyny wodne na Żmiąckim Potoku. W latach 1785–1956 wybudowano ich aż 25. Młyny te służyły nie tylko do mielenia zboża, ale często stanowiły połączenie klasycznego młyna z foluszem, tartakiem i stolarnią. Kilka zachowało się do dziś.
W roku 1855 wzniesiono w Żmiącej pierwszą kaplicę, która została zastąpiona przez nowy, większy kościół, wzniesiony w 1958 roku. W 1970 roku powstała tu samodzielna parafia pw. Najświętszego Serca Pana Jezusa.
Jednym z najbardziej znanych mieszkańców Żmiącej był rzeźbiarz, malarz i artysta Stanisław Augustyn. Jest on wykonawcą wielu elementów wyposażenia okolicznych kościołów, jak np. w Laskowej.
W czasach II wojny światowej działały tu organizacje partyzanckie i organizowano tajne nauczanie, m.in. na wzgórzu Cuprówka, gdzie wzniesiono kapliczkę upamiętniającą te wydarzenia. W miejscu tym co roku w sierpniu gromadzą się tłumy uczestników (także znani politycy) mszy świętej odprawianej w intencjach patriotycznych.
Początek XXI wieku przyniósł w Żmiącej wiele zmian: założono kilka stawów rybnych (głównie z pstrągami), kilka rodzin prowadzi gospodarstwa agroturystyczne, powstał nowoczesny ośrodek jeździecki i stadnina koni.

## Fundacja Ruperta Mayera
W Żmiącej działa założone przez Jezuitów Centrum Placówek Opiekuńczo-Wychowawczych i filia Ośrodka Adopcyjnego Dzieło Pomocy Dzieciom Fundacji im. Ruperta Mayera, prowadzące działalność opiekuńczo-wychowawczą i rekreacyjną wśród dzieci z domów dziecka, pogotowi rodzinnych, rodzin zastępczych, rodzinnych domów dziecka, a także z rodzin patologicznych, ubogich i zaniedbanych. W okresie letnim w ośrodku pracują wolontariusze, głównie studenci krakowskich uczelni (m.in. AGH, UJ, Akademia Ignatianum w Krakowie).

## Historyczne i socjologiczne prace badawcze w Żmiącej
Według naukowców (patrz bibliografia) nowoczesna polska socjologia wsi rozpoczyna się w 1903 roku od pracy badawczej właśnie na temat Żmiącej.
Historia i socjologia miejscowości cieszy się zainteresowaniem polskich naukowców z racji dostępności dużej liczby profesjonalnie opracowanych, na przestrzeni ponad stu lat, materiałów i analiz dotyczących tejże miejscowości, co umożliwia wydawanie publikacji porównawczych. Do ważnych prac należy zaliczyć:
- „pierwszą z prawdziwego zdarzenia monografię wsi w Polsce”[10], jak określa się publikację prof. Franciszka Bujaka Żmiąca, wieś powiatu limanowskiego. Stosunki gospodarcze i społeczne wydaną w roku 1903
- Żmiąca w pół wieku później – analizę zmian społecznych, które zaszły w lokalnej społeczności od początku XX wieku, autorstwa prof. dr. hab. Zbigniewa Tadeusza Wierzbickiego (Ossolineum Wydawnictwo PAN, Instytut Filozofii i Socjologii PAN, Zakład Socjologii Wsi, Wrocław – Warszawa – Kraków 1963)
- Doświadczenie narodowe w życiu codziennym. Żmiąca sto lat później - pracę badawczą prowadzoną przez socjologa Michała Łuczewskiego w ramach grantu KBN w latach 2004–2005, zakończoną doktoratem
  - Doświadczenie narodowe w życiu codziennym. Monografia problemowa społeczności lokalnej. Żmiąca: 1370–2007

oraz książką
- „Odwieczny naród: Polak i katolik w Żmiącej” autorstwa Michała Łuczewskiego (Toruń 2012),

a także jej recenzje, np.:
- Andrzej Walicki, „Odwieczny naród. Czyżby?” (pełny tekst Gazeta Wyborcza, 2013).